# مقاطعة تشوتيو (مونتانا)
مقاطعة تشوتيو (بالإنجليزية: Chouteau County)‏ هي إحدى مقاطعات ولاية مونتانا في الولايات المتحدة الأمريكية.